# Frémanézumab

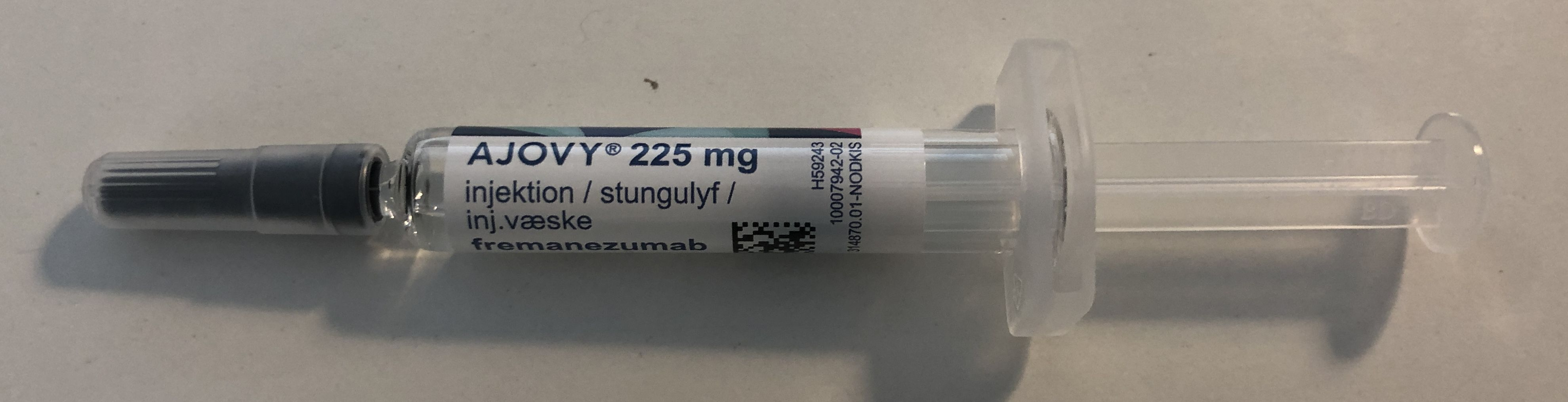
Injection de Frémanézumab

Le frémanézumab est un anticorps monoclonal dirigé contre le peptide relié au gène de la calcitonine (PRGC) et utilisé dans le traitement des migraines.

## Pharmacologie
Il s'administre sous forme d'injections sous-cutanées mensuelles. 

## Efficacité
Donné à titre préventif et sur trois mois, il réduit le nombre de récidives migraineuses par rapport au placebo. Cette réduction reste modeste avec une réduction du nombre de jours avec migraines n'atteignant pas deux jours. Cette efficacité, toutefois, reste perceptible dans les formes sévères ou réfractaires aux autres traitements.
Dans un groupe d'étude de patients souffrant de 15 jours de céphalées ou plus par mois, 34 % des patients traités par le frémanezumab administré mensuellement ont obtenu une réduction d’au moins 50 % des jours de migraines, comparé à 9 % des patients traités par placebo.